# In-Kabel-Kontrollbox

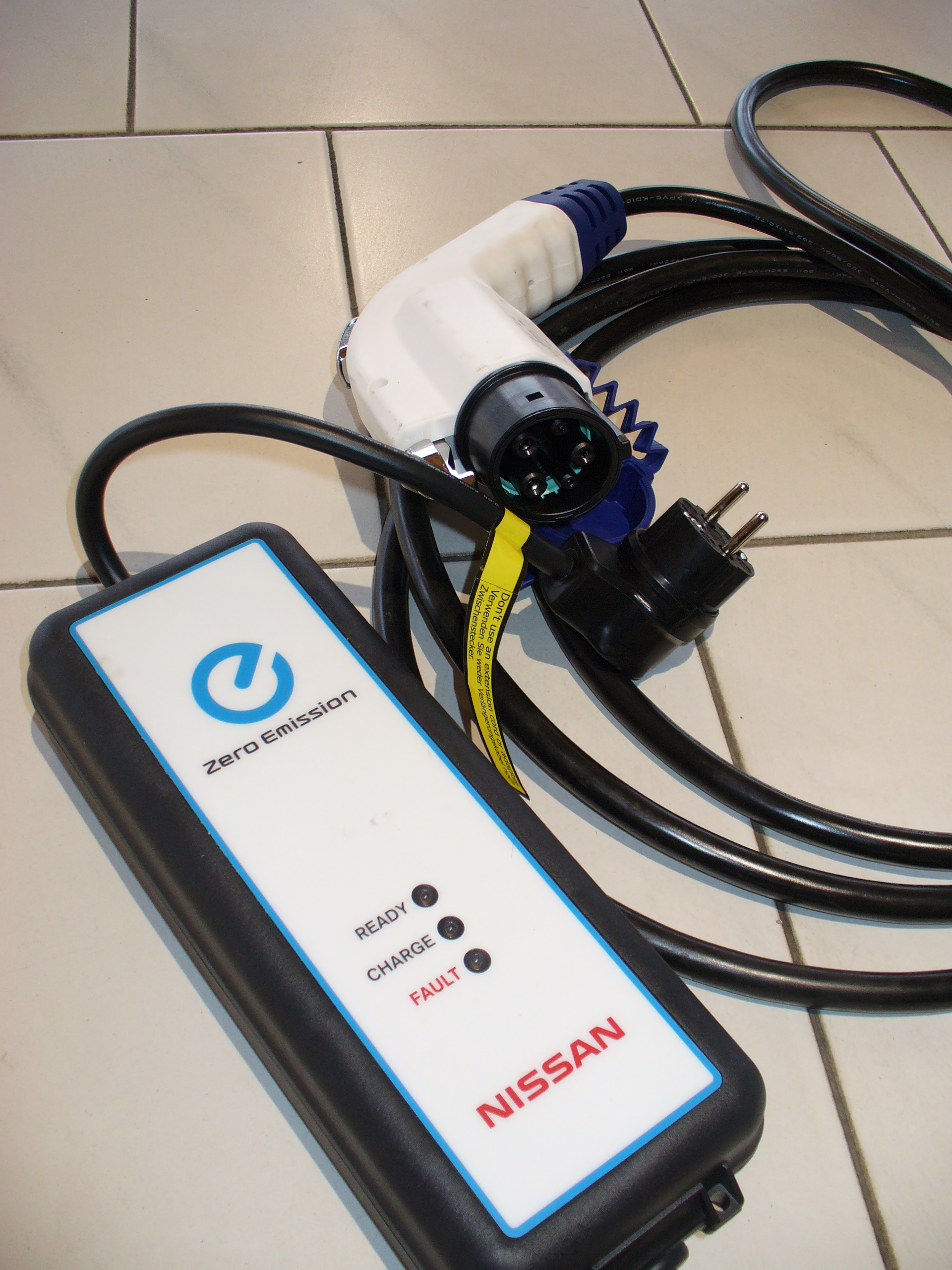
ICCB in einem Schuko-Ladekabel zur Ladung des Nissan Leaf

Die In-Kabel-Kontrollbox (englisch In-Cable Control Box, kurz ICCB oder auch englisch In-Cable-Control-and-Protection-Device ‚leitungsintegrierte Steuer- und Schutzeinrichtung‘, kurz IC-CPD) ist ein im Anschlusskabel fest integriertes Gerät zur Ladesteuerung von Elektrofahrzeugen an Haushaltssteckdosen. Das Gerät übernimmt dabei Sicherheits- und Kommunikationsfunktionen beim Laden von Elektrofahrzeugen an Haushaltssteckdosen, um diese nicht zu überlasten. Das Laden mittels ICCB entspricht „Mode 2“ nach IEC 61851-1; eine fest installierte Wandladestation ermöglicht das Laden nach „Mode 3“.

## Notwendigkeit
Elektrofahrzeuge können mittels „Mode 1“ ohne ICCB direkt an Haushalts- oder CEE-Kraftstromsteckdosen aufgeladen werden. Steckdosen fehlen jedoch meist die zum Laden von Elektrofahrzeugen empfohlenen Sicherheitsmerkmale (z. B. Strombegrenzung, Gleichstromfehlerüberwachung) von Wandladestationen. Die In-Kabel-Kontrollbox übernimmt die notwendigen Kontroll- und Schutzfunktionen und ermöglicht das Mode-2-Laden. Je nach Ausführung können die Ladekabel an der In-Kabel-Kontrollbox eine Einstellmöglichkeit für den maximalen Ladestrom anbieten. Ladekabel mit ICCB besitzen durch ihre Funktion häufig eine geringere Ladeleistung und werden daher teilweise auch als Notladekabel bezeichnet (insbesondere vom Hersteller Renault). Die ICCB selbst wird aufgrund ihres Formats und ihrer Größe von E-Autofahrern umgangssprachlich manchmal auch als „Ziegelstein“ oder „Ladeziegel“ bezeichnet.
Prinzipiell besteht die Möglichkeit, die notwendigen Elektronikkomponenten für die Kommunikationsfunktionen für einphasiges Laden bis 16 A physisch in einem der Stecker (Typ 1 oder Typ 2) unterzubringen. Der ICCB kann dabei entfallen, jedoch sind hierbei keine Sicherheitsfunktionen realisiert. Solche Kabel werden bisher nicht kommerziell angeboten (Juni 2018).

## Funktionalität
In Europa wurde zum Laden von Elektroautos der Typ-2-Stecker spezifiziert, der neben einer maximalen Ladeleistung bis 43,5 kW auch eine Kommunikation von Fahrzeugelektronik mit dem Ladepunkt ermöglicht. Dabei übermittelt der Ladecontroller der Ladestation vor Beginn und zum Teil auch dynamisch während des Ladevorgangs über Pulsdauermodulation an das Fahrzeug den maximal zur Verfügung gestellten Ladestrom. Das Fahrzeug-Ladegerät stellt dabei sicher, dass es den von der Ladestation vorgegebenen Ladestrom nicht übersteigt. So kann etwa ein Lastmanagement realisiert werden und das Fahrzeug stellt netzseitig eine steuerbare Last dar. Wird das Fahrzeug zum Laden an Haushaltssteckdosen (z. B. Schuko, SEV 1011 und andere) angeschlossen, kann die ICCB neben der Kommunikation mit dem Fahrzeug folgende weitere Funktionalitäten übernehmen:
- Feststellen der Polarität und Schutzleiterüberwachung; zwischen Neutral- und Schutzleiter sind nur wenige Ohm Schleifenimpedanz zulässig.
- Prüfung der elektrischen Verbindung zwischen Schutzleiter (auch PE oder englisch protective earth) und Metallkarosserie
- Fehlerstrom-Schutzschalter zur Vermeidung von Stromunfällen
- Überwachung/Abschaltung des Ladevorganges bei Anomalien (z. B. Stromschwankungen wegen korrodierter Steckerkontakte)
- Überwachung der Temperatur im Inneren des ICCB sowie beider Stecker und gegebenenfalls Abschaltung
- Steuerung der Ladeleistung

Zusätzlich besteht bei verschiedenen ICCB die Möglichkeit, den Ladestrom einzustellen. CEE-Steckverbinder (Schuko-Stecker) sind auf 10 A dauerhafte und 16 A kurzzeitige Strombelastung ausgelegt, SEV-1011-Stecker des Typs 13 sind auf 10 A ausgelegt (für Dauerlast 230 V/16 A sind die „Camping- oder Caravanverbinder“ oder der SEV-1011-Stecker Typ 23 spezifiziert). In ICCBs für die vorgenannten Steckdosentypen wird der Ladestrom auf 10 A (2,3 kW) begrenzt.
Die elektrischen Eigenschaften von ICCB sind als IC-CPD in IEC 62752:2016 beschrieben (Eingeführt in Deutschland als DIN EN 62752:2017-04 bzw. VDE 0666-10:2017-04). Allgemeine Anforderungen zu Ladesystemen sind in VDE 0122-1:2019-12 (bzw. DIN EN IEC 61851-1:2019-12) zu finden.

## Nachteile
Um die Länge des nicht überwachten Anschlusskabels zu minimieren und aus Gründen der Überfahrsicherheit wird die ICCB kurz hinter dem Schukostecker platziert, was bei höher angeordneten Steckdosen problematisch sein kann. „Das Gewicht der ICCB kann zur Beschädigung des Kabels und der Steckdose führen, wenn sie am Kabel hängt. Dies gilt es zu vermeiden.“
Die Nutzung von ICCB und Schukosteckdose bedeutet eine erhöhte Ladezeit im Vergleich zum Laden an Wandladestationen, die Energieverluste können ebenfalls höher sein. Verschiedene Hersteller von Elektroautos bezeichnen die Lademöglichkeit mittels ICCB daher als „Notladung“.
Beim Laden von Elektrofahrzeugen an einer Schukosteckdose mit Verlängerungskabel kann sich dieses überhitzen. Schukosteckdosen sind nicht für Dauerströme größer 10 A ausgelegt, daher kann die an den Kontakten der Schukodose entstehende Wärme Stecker, Gehäuse und Kabel schädigen und zum Kabelbrand führen. Besser geeignet sind Steckdosen des CEE-Steckersystems, welche für eine Dauerbelastung mit 16 oder 32 A sowie zusätzlich Witterungseinflüssen ausgelegt sind. Zudem kann leichter auf eine native Typ-2-Ladeinfrastruktur umgerüstet werden, womit die Notwendigkeit zur Verwendung einer In-Kabel-Kontrollbox entfällt.